# UAV DACH
Der UAV DACH e. V. ist ein Interessenverband, der sich für die zivile, gewerbliche unbemannte Luftfahrt einsetzt. Der Verband wurde im Jahr 2000 von DLR, Diehl Defence, RUAG und Airbus gegründet.

## Mitglieder und Organisation
Mitglieder können juristische und natürliche Personen werden, die in ausreichendem Maße im Bereich der unbemannten Luftfahrt tätig sind. Zu ihnen gehören Hersteller, Betreiber und viele Hochschulen. Im Jahr 2020 wurden 38 Mitglieder neu aufgenommen.
Der UAV DACH e. V. betreibt eine Geschäftsstelle in Berlin. Fachliche Themen und die Kommentierungen von Verordnungen, Normen und Gesetzesvorhaben werden in sieben Fachgruppen bearbeitet.
Er ist aufgegliedert in die Fachgruppen Integration Luftraum, Luftrecht, Zertifizierung und Standards Luftfahrtsystem, Informationssicherheit, Luftfahrtunternehmen, Ausbildungsbetriebe und Personal, Drohnendetection und -abwehr, sowie Anwendungen und Projekte.

## Mitgliedschaften und Beteiligungen
Der UAV DACH e. V. ist Mitglied und vertritt seine Mitglieder in mehreren Gremien und Verbänden, wie UVSI, DIN NL 131-01 Unbemannte Luftfahrt, ASD-STAN D5WG8, ISO TC 20/SC 16, JARUS SCB, EASA Working Groups „U-Space“, EASA Rule Making Task Force Certified Category RMT.0230 und EASA Working Group Standard-Szenarios.
Über seine Mitglieder ist der UAV DACH e. V. in weiteren Arbeitsgruppen indirekt vertreten.
Der Verband unterhielt bis Mai 2025 die Tochtergesellschaft UAV DACH-Services UG. Die Tochtergesellschaft betreibt die anerkannte Stelle DE.AST.001 als Prüforganisation für den Drohnenführerschein, berät UAS-Betreiber und erstellt Gutachten. 

## Transparenz
UAV DACH ist im Lobbyregister der Bundesregierung (R000595) sowie im Transparenzregister der Europäischen Union (982122443691-14) eingetragen. Der Verband ist bei dem Portal LobbyFacts gelistet. Als Repräsentant der unbemannten Luftfahrtbranche tritt UAV DACH in den Dialog mit politischen Entscheidungsträgern, Regulierungsbehörden und weiteren relevanten Akteuren, um zur Entwicklung von Rahmenbedingungen und Regelwerken beizutragen, die eine sichere und nachhaltige Integration von unbemannten Luftfahrtsystemen (UAS) auf nationaler, europäischer und globaler Ebene unterstützen.

## Veranstaltungen
Der UAV DACH e. V. veranstaltet Fachgespräche und internationale Konferenzen, wie „European Drone Forum“, Fachgespräch „Drohnen im Bevölkerungsschutz“, U.T.SEC Konferenz und Expo für unbemannte Technologien, Interaerial Solutions, Rotordrone Forum und Drone Pioneer.